# Rik Buyse
Rik Buyse (Wevelgem, 26 februari 1959) is een Belgische politicus voor N-VA. Hij is sinds december 2024 burgemeester van Wielsbeke.

## Biografie
Buyse groeide op in Lauwe. Hij studeerde marketing bij Hantal en werkte daarna bij Ter Molst, het bedrijf van zijn schoonouders. Na de verkoop van zijn eigen handelsbedrijf Tissat kocht hij in 2016 de De Brouwerij van Vlaanderen.
Hij is voorzitter van de Koninklijke Harmonie De Ware Vrienden Ooigem en ondervoorzitter van de Jachtclub Ooigem.
Buyse is getrouwd en heeft drie kinderen. Hij woont in de Wielsbeekse deelgemeente Ooigem.

### Politieke loopbaan
In 2005 werd Buyse gevraagd om politiek actief te worden bij de lokale afdeling van CD&V, maar was geen lid van die partij. Hij trad toe tot de N-VA en kon zo dankzij de samenwerking tussen CD&V en N-VA deelnemen aan de gemeenteraadsverkiezingen van 8 oktober 2006. Hij werd op de kartellijst CD&V/N-VA verkozen in de gemeenteraad en trad op 1 januari 2007 aan als schepen.
Bij de gemeenteraadsverkiezingen van 14 oktober 2012 werd hij opnieuw verkozen op de kartellijst CD&V/N-VA en verlengde zijn schepenmandaat. Hij werd dat jaar ook verkozen als provincieraadslid vanop de tweede plaats van de N-VA-lijst in het kiesdistrict Tielt. 
In de aanloop naar de gemeenteraadsverkiezingen van 14 oktober 2018 besloot de N-VA-afdeling zonder CD&V naar de kiezer te trekken onder het lijsttrekkerschap van Buyse. De CD&V-lijst behaalde een absolute meerderheid en Buyse werd samen met drie andere N-VA-verkozenen naar de oppositiebank verwezen. Buyse was datzelfde jaar eveneens kandidaat op de N-VA-lijst voor de provincieraadsverkiezingen in het kiesarrondissement Kortrijk-Roeselare-Tielt. Hij raakte echter niet verkozen.
In de zomer van 2023 beslisten de twee oppositiepartijen U. en N-VA om met de gezamenlijke lijst samen+ naar de gemeenteraadsverkiezingen van 14 oktober 2024 te trekken. Buyse behaalde als lijsttrekker het hoogste aantal voorkeursstemmen en bovendien haalde de lijst samen+ een absolute meerderheid van 11 zetels in de gemeenteraad. Buyse werd daarop burgemeester van Wielsbeke.